# Iamarra multitheca
Genre
Espèce
Iamarra multitheca, unique représentant du genre Iamarra, est une espèce d'araignées aranéomorphes de la famille des Tetragnathidae.

## Distribution
Cette espèce est endémique du Queensland en Australie.

## Description
La femelle holotype mesure 3,77 mm et le mâle paratype 3,92 mm.

## Publication originale
- Álvarez-Padilla, Kallal & Hormiga, 2020 : Taxonomy and phylogenetics of Nanometinae and other Australasian orb-weaving spiders (Araneae: Tetragnathidae). Bulletin of the American Museum of Natural History, no 438, p. 1-107.